# Virtanen (patronyme)
Pour les articles homonymes, voir Virtanen.
Virtanen (également orthographié Wirtanen) est un nom d'origine finlandaise, et qui signifie « petite rivière » en finnois (de virta, rivière ou courant, et diminutif -nen, petit). C'est le patronyme le plus fréquent en Finlande avec 23 624 Virtanen enregistrés par l'office du recensement.